# هجين (مشيز بردسير)
هجين (بالفارسية: هجین) هي قرية تقع في إيران في البلدة المركزية. يقدر عدد سكانها بـ 982 نسمة بحسب إحصاء 2016.